# ММР-06 (ракета)

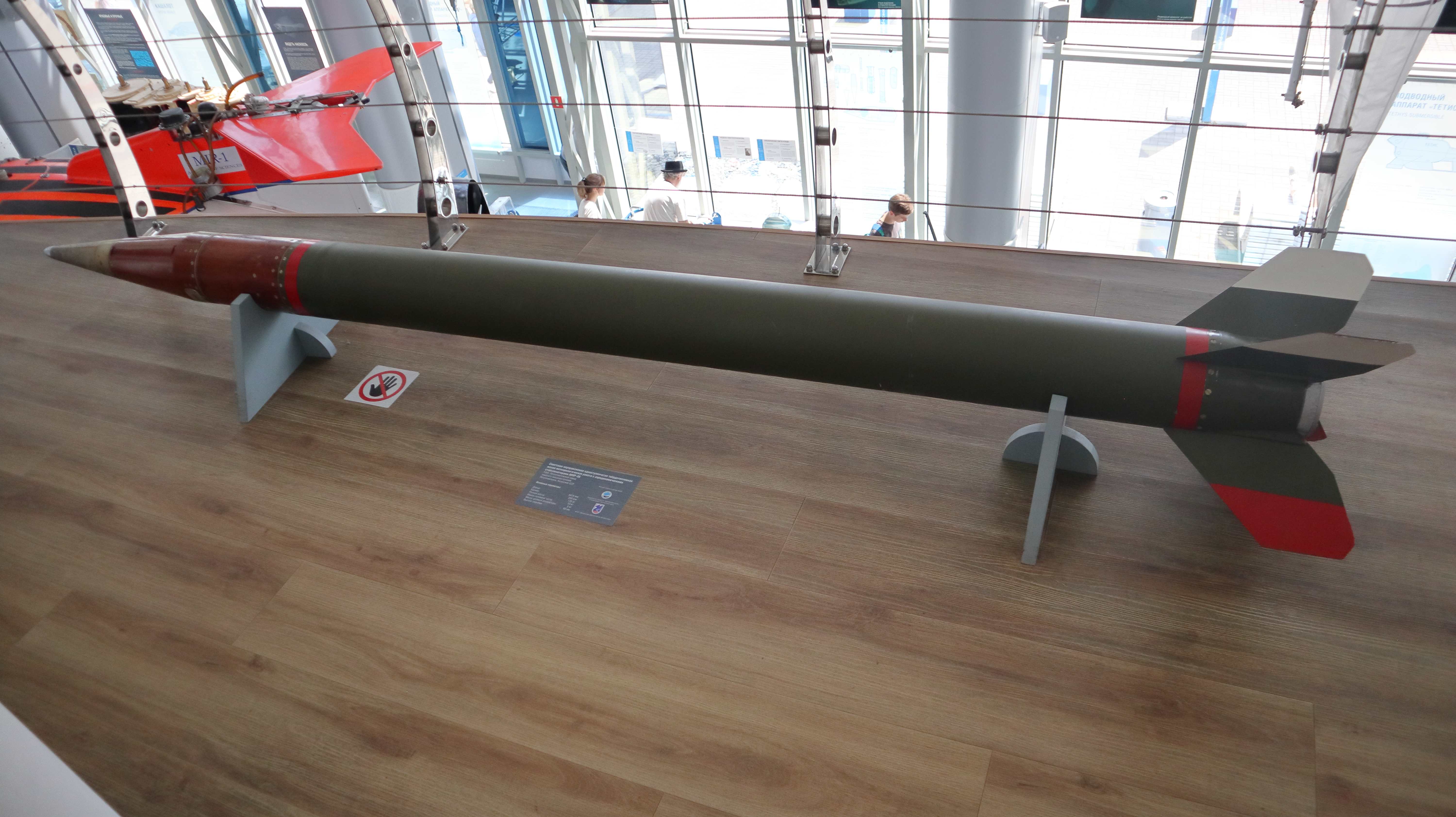
MMP-06 в Музее мирового океана в Калининграде

ММР-06 — советская одноступенчатая неуправляемая твердотопливная малая метеорологическая ракета. Максимальная высота подъёма — 60 километров.
https://img.findpatent.ru/img_data/13/130461.gif

## История создания
Разработана в КБ завода «Ижмаш» в Ижевске под руководством заместителя главного конструктора Владимира Наумовича Гринберга (по другим данным главный конструктор А. Т. Чернов). Корпус ракеты выполнен из стеклопластика. В НПО «Алтай» (г.Бийск) разработаны и в 1970 году сданы в серийное производство заряды к РДТТ ММР-06. В разработке пусковых установок принимал участие Берестов Борис Аркадьевич. Эксплуатация ракеты началась в том же 1970 г.
В 70-х годах производство ракет передали на другое предприятие (видимо завод «Станкомаш» г.Челябинск) где в работе над ракетой участвовал Иштулов Альберт Георгиевич.

## Технические характеристики
| Полная масса      | 135 кг  |
| Полезная нагрузка | 5 кг    |
| Длина (полная)    | 3475 мм |
| Калибр            | 200 мм  |
| Высота подъёма    | 60 км   |

## Пуски
В 80-е годы сеть ракетного зондирования СССР, стран соцлагеря и Индии включала в себя: о. Хейса, «Волгоград» (г. Знаменск), «Балхаш», «Молодёжная» (Антарктида), «Ахтопол» (НРБ), «Цингст»(ГДР), «Сайн-Шанд» (МНР), «Тумба» (Индия). Ракетными комплексами ММР-06 были оснащено также суда погоды Госкомгидромета СССР «Муссон», «Пассат», «Вихрь»(«Эрнст Кренкель») и «Волна». Всего на СРЗА проводилось от 500 до 600 запусков ракет в год. Регулярные пуски производились, летом 1 раз в неделю, а в период сезонных перестроек частота зондирования возрастала.
В связи с распадом социалистического лагеря, а затем и СССР, и резким сокращением финансирования сеть СРЗА была ликвидирована. Сохранилась лишь СРЗА «Волгоград» в г. Знаменске. Благодаря настойчивости ученых ЦАО, особенно проф. Г. А. Кокина, ракетные исследования теперь вновь возобновлены: проведено 50 запусков метеорологических ракет на базе ЦАО в г. Знаменске.
Перечень пусков ММР-06 и ММР-06М приведен на сайте Encyclopedia Astronautica. © Mark Wade, 1997—2008